# Барбара Колле
Барбара Колле (фр. Barbara Collet; нар. 13 лютого 1974) — колишня французька тенісистка.
Найвищу одиночну позицію світового рейтингу — 286 місце досягла 30 березня 1992, парну — 378 місце — 28 жовтня 1991 року.
Здобула 3 одиночні та 1 парний титул.

## Фінали ITF

### Одиночний розряд: 5 (3–2)
| Результат | Ранг | Дата             | Турнір              | Покриття | Суперниця            | Рахунок       |
| --------- | ---- | ---------------- | ------------------- | -------- | -------------------- | ------------- |
| Поразка   | 1.   | 4 листопада 1990 | Мекнес, Марокко     | Ґрунт    | Олівія Фері          | 1–6, 2–6      |
| Перемога  | 1.   | 16 червня 1991   | Кашкайш, Португалія | Ґрунт    | Анніка Нарбе         | 6–4, 6–3      |
| Поразка   | 2.   | 23 червня 1991   | Авейру, Португалія  | Тверде   | Олів'я Де Камаре     | 7–5, 4–6, 4–6 |
| Перемога  | 2.   | 30 червня 1991   | Ковілян, Португалія | Тверде   | Монік Кіне           | 6–3, 6–1      |
| Перемога  | 3.   | 4 серпня 1991    | Ла-Корунья, Іспанія | Ґрунт    | Ноелія Перес Пеньяте | 6–3, 6–4      |

### Парний розряд: 3 (1–2)
| Результат | Ранг | Дата             | Турнір                    | Покриття | Партнерка        | Суперниці                     | Рахунок       |
| --------- | ---- | ---------------- | ------------------------- | -------- | ---------------- | ----------------------------- | ------------- |
| Поразка   | 1.   | 4 листопада 1990 | Мекнес, Марокко           | Ґрунт    | Жюлі Фуаяр       | Джина Ніланд Сіобан Ніколсон  | 5–7, 3–6      |
| Перемога  | 1.   | 16 червня 1991   | Кашкайш, Португалія       | Ґрунт    | Рінеке Кюстерс   | Марі Лінуссон Анніка Нарбе    | 6–3, 3–6, 6–2 |
| Поразка   | 2.   | 28 червня 1992   | Реджо-нель-Емілія, Італія | Ґрунт    | Александра Фусаї | Руксандра Драгомір Наталі Чан | 6–3, 2–6, 1–6 |